# Hemerobius flavicans
Hemerobius flavicans är en insektsart som beskrevs av Carl von Linné 1758. Hemerobius flavicans ingår i släktet Hemerobius och familjen florsländor. Inga underarter finns listade i Catalogue of Life.